# Gonzalo Duarte García de Cortázar
Gonzalo Duarte García de Cortázar SS.CC., né à Valparaíso le 27 septembre 1942, est un prélat chilien, ancien évêque de Valparaiso, jusqu'en 2018, et grand chancelier de l'université pontificale catholique de Valparaiso. Sa devise est Dominus fortitudo mea.

## Biographie

### Formation
Fils d'Ignacio Duarte Calderón et de son épouse María del Carmen García de Cortázar Sagarmínaga, il a deux frères, Francisco Javier et Ignacio. Il est baptisé en l'église des Douze-Apôtres de Valparaiso. Il étudie à l'école publique Ramón Barros Luco, puis au collège des Sacrés-Cœurs, tenu par la Congrégation des Sacrés-Cœurs de Jésus et de Marie. Il entre dans cette congrégation en 1959, un an après la fin de ses études secondaires. Il est ordonné prêtre, le 8 juillet 1967 par Mgr Alejandro Menchaca Lira (es), évêque émérite de Temuco. Il continue ses études universitaires à l'université pontificale catholique de Valparaiso et devient professeur de religion et morale.

### Professeur et recteur
Il enseigne dans divers collèges de sa congrégation. Entre 1968 et 1970, il enseigne au collège de Santiago en Alameda, à partir de 1971 il retourne jusqu'en 1978 dans sa ville natale, puis jusqu'en 1986 au collège de Viña del Mar. Ensuite il est à Rome à l'Université pontificale grégorienne dont il est diplômé en 1987 et ensuite à l'Athénée pontifical Saint-Anselme (1988). Il retourne au collège de Viña del Mar jusqu'en 1994, cette fois-ci en tant que recteur.

### Évêque
Jean-Paul II le nomme évêque in partibus de Lamiggiga (de) et ordinaire militaire du Chili le 31 janvier 1995. Il est consacré le 2 avril suivant par le nonce apostolique au Chili (en), Mgr Piero Biggio, à la basilique Notre-Dame-du-Mont-Carmel de Maipú assisté de Mgr Joaquín Varas (de), évêque émérite militaire, et Mgr Javier Prado Aránguiz (es) SS.CC., évêque de Rancagua. Mgr Duarte prend possession de son siège le lendemain. 
Le 4 décembre 1998, il est nommé évêque de Valparaiso où il est installé le 27 décembre suivant, sans abandonner son siège d'ordinaire militaire, qu'il transmet au nouvel ordinaire le 27 novembre 1999, Mgr Pablo Lizama Riquelme. Il accomplit sa visite ad limina en décembre 2008 et en décembre 2017.
Comme tous les évêques chiliens, Mgr Duarte donne sa démission en mai 2018 que le pape François accepte le 11 juin suivant pour raison d'âge.

## Succession apostolique
Gonzalo Duarte García de Cortázar a ordonné les évêques suivants :
- Évêque Santiago Jaime Silva Retamales (2002)